# W. G. Grace

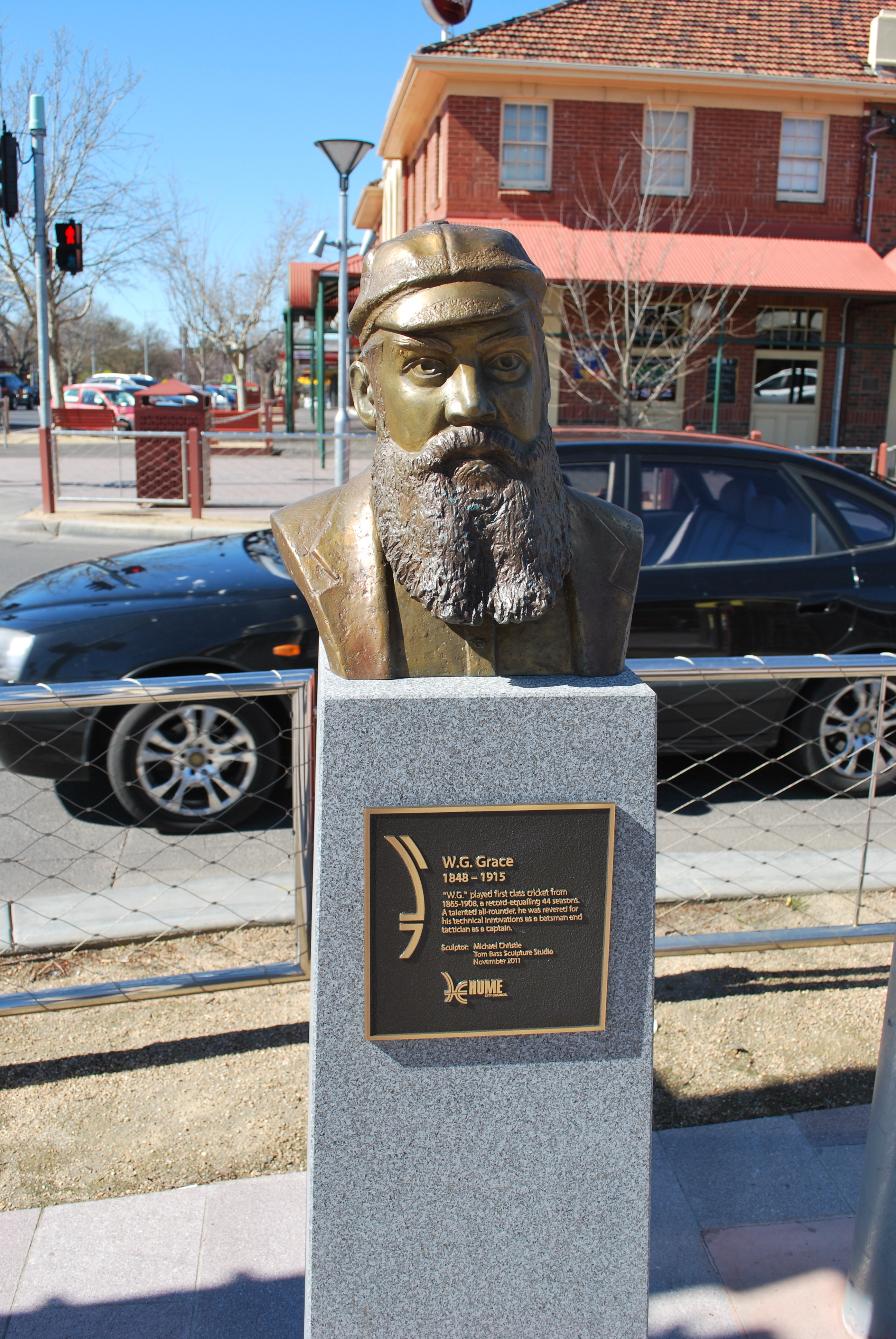
Büste für W. G. Grace in Sunbury

William Gilbert („W. G.“) Grace (* 18. Juli 1848 in Downend; † 23. Oktober 1915 in Mottingham, Kent) war ein englischer Cricketspieler. Grace hat die Entwicklung des Cricket maßgeblich beeinflusst. Vor allem die Battingtechnik wurde durch ihn modernisiert.

## Karriere
W. G. Grace spielte 44 Jahre First-Class Cricket (von 1865 bis 1908). In dieser Zeit bestritt er 870 First-Class Matches. Er war ein sehr guter All-rounder, der insgesamt über 54000 Runs und mehr als 2800 Wickets erzielte. Insgesamt schaffte er es in 28 Saisons mindestens 1000 Runs zu erzielen. Dies gelang außer ihm nur Frank Woolley. Grace war der erste Spieler, der im First-Class Cricket 100 Centuries (mindestens 100 Runs) erreichte. Außerdem erzielte er die ersten beiden triple centuries in der Geschichte des First-Class Cricket.
Für das englische Team nahm W. G. Grace zwischen 1880 und 1899 an 22 Begegnungen im Test Cricket teil, bei denen er insgesamt 1098 Runs erzielte.

## Ehrungen
1896 wurde er zum Wisden Cricketer of the Year gewählt. Er ist bis heute neben Jack Hobbs und Plum Warner einer von nur drei Spielern, denen die Ehre zuteilwurde, allein zum "Wisden Cricketer of the Year" gewählt zu werden. 1963 wurde er von den Herausgebern des Wisden Cricketers’ Almanack zu einem der „Six giants of the Wisden century“ gewählt. Im Jahr 2009 wurde W. G. Grace in die ICC Cricket Hall of Fame aufgenommen.
Im Film Die Ritter der Kokosnuß der Komikergruppe Monty Python wird sein Bild als das Gesicht Gottes verwendet.